# Hymedesmia (Hymedesmia) mariondufresni
Hymedesmia (Hymedesmia) mariondufresni is een sponssoort in de taxonomische indeling van de gewone sponzen (Demospongiae). Het lichaam van de spons bestaat uit kiezelnaalden en sponginevezels, en is in staat om veel water op te nemen. 
De spons behoort tot het geslacht Hymedesmia en behoort tot de familie Hymedesmiidae. De wetenschappelijke naam van de soort werd voor het eerst geldig gepubliceerd in 1982 door Boury-Esnault & van Beveren.